# Евлогий Курилас
Евлогий (на гръцки: Ευλόγιος,на албански: Evlogji) е гръцки духовник, деец на гръцката въоръжена пропаганда в Македония, епископ на Корчанската епархия от 1937 до 1939 година, университетски преподавател по философия и автор на теологични трудове.

## Биография
Роден е с името Илиас Курилас (на гръцки: Ηλίας Κουριλάς) или Илия Курила (на албански: Ilia Kurilla) в 1880 година в корчанското християнско село Зичища, тогава в Османската империя. Има влашки произход от Москополе. Като млад става монах във Филотеевия манастир, след това във Великата Лавра. Завършва Атонската академия през 1901 г. и продължава обучението си във Великата народна школа в Цариград и завършва богословие в Атинския университет. После учи във Философски факултет на Атинския университет, от който получава степен магистър по философия и докторска степен в хуманитарните науки. След това продължава обучението си в Германия.
Участва в гръцката въоръжена пропаганда в Македония. В 1908 година пътува из Македония и разширява гръцката четническа активност към Корчанската епархия. В 1910 година е изпратен за набиране на средства в Египет.
По време на Балканските войни е начело на 100 войници, сред които много свещеници, които подпомагат гръцката армия в района на Халкидики.
От 1915 до 1923 работи като учител в гимназия в Атина, а от 1930 до 1931 е протоепистатис на Атон, където постига отварянето на Атонската академия. От 1935 до 1937 година преподава във Философския факултет на Солунския университет.
На 17 април 1937 година Вселенската патриаршия признава новосъздадената автокефална православна църква на Албания и в споразумение с албанските власти избира няколко образовани и компетентни свещеници, за епископските катедри. Сред тях са аргирокастренският Пантелеймон Котокас и корчанският Евлогий Курилас.
След италианската окупация на Албания в 1939 година, православните епископи са изгонени. Когато в 1945 година идва на власт комунистическият режим на Енвер Ходжа, Курилас е обявен за враг на държавата и лишен от албанско гражданство.
Оттогава Евлогий живее в Гърция и заедно с Пантелеймон Котокас е в Централния комитет на Северноепирската борба, организация стремяща се към анексия на Северен Епир от Гърция. По време на Декемвриана през 1944 година е един от заложниците на ЕАМ, като описва събитията в книгата „Декемврианската трагедия на заложниците“.
От 1942 г. до 1949 г. преподава старогръцката история в Атинския университет.
Умира на 21 април 1961 година в Стратоники (Извор) на Халкидика.
Евлогий дарява 10 000 тома книги на библиотеката на Янинския университет и затова в Янина на негово име е наречена улица. Евлогий Корчански е автор на много книги с историческо, философско и религиозно съдържание.